# Zbrodnia w Skopowie

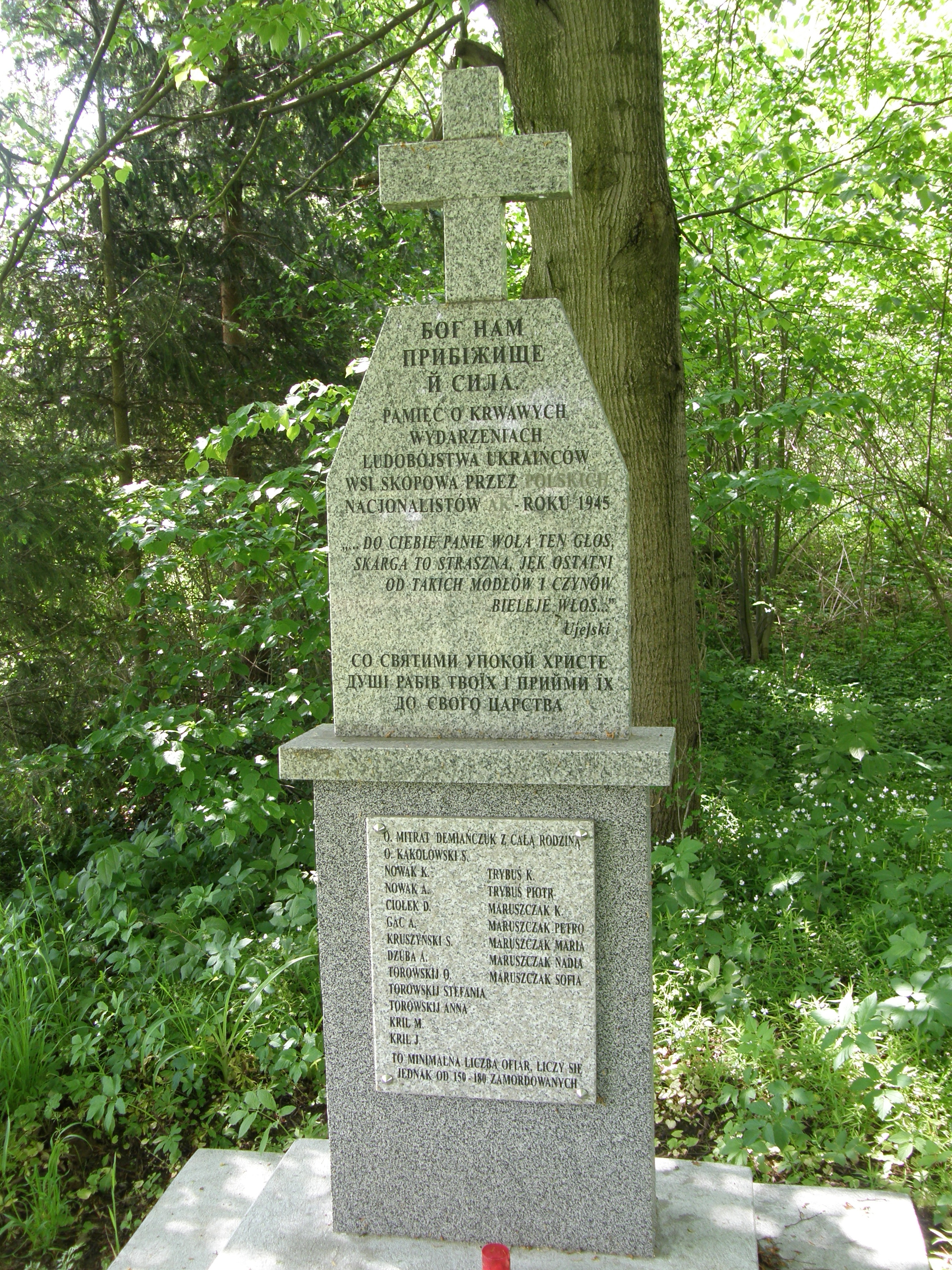
Mogiła ofiar zbrodni. Na pomniku fałszywie podano sprawców zbrodni – oddział AK

Zbrodnia w Skopowie – zbrodnia dokonana wiosną (podawana jest data 6 marca) 1945 na ukraińskiej ludności wsi Skopów przez oddział Ludowej Straży Bezpieczeństwa pod dowództwem Romana Kisiela Sępa.
Zamordowało wtedy co najmniej kilkudziesięciu mieszkańców wsi, w tym osiemdziesięcioletniego księdza greckokatolickiego, Iwana Demiańczyka z rodziną. J. Pisuliński wymienia 67 ofiar, natomiast na nagrobku widnieje liczba 150-180 ofiar. Na nagrobku podano fałszywą informację, że zbrodni tej dokonali „Polscy nacjonaliści – AK”.
W latach 1945–1946 społeczność ukraińska Skopowa została wysiedlona do ZSRR.

## Literatura
- Jan Pisuliński – „Konflikt polsko-ukraiński w powiecie przemyskim zimą i wiosną 1945 roku i udział w nim grupy Romana Kisiela Sępa”, Pamięć i Sprawiedliwość nr 2 (2005)
- Dmytro Błażejowśkyj – „Istorycznyj szematyzm Peremyskoji Eparchiji z wkluczennjam Apostolśkoji Administratury Łemkiwszczyny (1828-1939)”, Lwów 1995, ISBN 5-7745-0672-X.